# 单一内核
单一内核（Unikernel）是用途专一的系统映像。单一内核将应用程序与其依赖的系统组件，打包为一个具有单一地址空间的映像，可以直接在（虚拟化）硬件层面运行。这样的内核免去了上下文切换（context switch）的开销，同时减少了系统大小、启动时间和应用面，提供了内核层面的隔离，大幅提升了程序执行效率和安全性。